# 佐藤久美子 (言語学者)
佐藤 久美子（さとう くみこ、1952年5月25日 - ）は、日本の言語学者、玉川大学教授。玉川大学大学院脳情報・文学研究科、リベラルアーツ学部教授、脳科学研究所言語情報研究センター主任。専門分野は言語心理学・応用言語学・英語教育。乳幼児の言語獲得・発達を研究し、その結果に基づく英語教育を提案している。趣味はピアノや料理、ショッピング。

## 来歴
北海道函館市出身。津田塾大学学芸学部を卒業し、1982年同大学大学院文学研究科博士課程修了。文学修士。玉川大学の教授で「認知とコミュニケーションの言語心理学・発達心理学的研究」をしている。日本英語学会、大学英語教育学会、JAAL -in- JACET、日本認知科学会、日本音声学会、日本心理学会、日本赤ちゃん学会、日本子ども学会といった多方面の学会に所属している。平成10年度から平成13年度までの約4年間、基礎英語3の講師を担当しており、平成24年度から1年間基礎英語2の講師を担当し、平成25年度から平成27年度までの約3年間、再び基礎英語3の講師を担当していた。

## 原著論文
- 「英語学習に影響を及ぼす外来語アクセントの平板化傾向：なじみ度と音節構造との観点から」 佐藤久美子・兼築清恵、科学研究費補助金研究成果報告書 2005年[4]
- 「動画を用いたこれからの語学教材のあり方」 佐藤久美子・兼築清恵・松本博文、玉川大学学術研究所紀要 2005年9月
- 「L2英単語習得におけるカタカナ語のなじみ度とその影響」 佐藤久美子・兼築清恵・松本博文、玉川大学学術研究所紀要 2005年9月
- 「カタカナ語の聴覚音声に関わる語彙認知と学習プロセス」 佐藤久美子・兼築清恵、第42回大学英語教育学会 (JACET) 全国大会口頭発表要綱 2005年
- 「L2学習者の語彙認知、産出を促進するNeighborhood効果」 下重理敬・佐藤久美子、第21回日本認知科学会全国大会 2005年
- 「2歳児の発話模倣と語彙発達：遊び場面における母と子のやりとり」 佐藤久美子・梶川祥代・戸村翠、第3回日本こども学会（審査付）2006年
- 「7ヶ月、9ヶ月児の文中の単語切り出しにおけるアクセントの役割」 佐藤久美子・兼築清恵・梶川祥代・松本博文、日本音声学会第20回全国大会（審査付）口頭発表、日本音声学会全国大会予稿集 2006年
- 「Accent flattening and word familiarity in Japanese Katakana-go Loanword., Sato、Kumiko、 Kanechiku Kiyoe、 & Matsumoto HiroBumi」 論叢（玉川大学文学部紀要） 2006年
- 「4〜6歳児に見られる歌の音声言語習得への効果：無意識学習の観点から」 佐藤久美子・富沢志津子、科学研究費補助金研究成果報告書 2007年
- 「日本語無意味語反復能力と語彙サイズの関係」 坂本清恵・佐藤久美子、科学研究費補助金研究成果報告書 2007年
- 「日本語無意味語の反復正答率の示すもの」 坂本清恵・佐藤久美子、科学研究費補助金研究成果報告書 2007年
- 「歌唱音声の音高変化による4−5ヶ月齢時の心拍変動」 黒石純子・梶川祥世・佐藤久美子・高岡明、日本発達心理学会第18回大会口頭発表、日本発達心理学会第18回大会発表論文集 2007年
- 「日本語アクセントは、単語切り出しの手がかりになりうるか」 佐藤久美子、日本発達心理学会第18回大会口頭発表、日本発達心理学会第18回大会発表論文集 2007年
- 「乳児の在不在による母親の歌唱音声の変化」 井上純子・梶川祥世・佐藤久美子・兼築清恵・高岡明、日本発達心理学会第17回大会発表論文集 2007年
- 「乳児に対する歌唱音声の音響的特徴」 梶川祥世・井上純子・佐藤久美子・兼築清恵・高岡明、電子情報通信学会技術研究報告 2007年
- 「2歳児の語彙発達に見られる母子相互作用の働き」 佐藤久美子・戸村翠、玉川大学リベラルアーツ学部研究紀要 2008年
- 「日本語母語乳児の文中からの単語切り出しにおけるアクセントと音素配列の役割」 佐藤久美子・梶川祥世・坂本清恵・松本博文、音性研究 2008年
- 「児童の絵本読みの理解過程と教え方のヒント」 佐藤久美子・佐藤綾乃、日本児童英語教育学会 第29回全国大会資料集 2008年
- 「英語絵本の読み聞かせにおけるL2小学生の理解過程」 佐藤久美子・佐藤綾乃、リベラルアーツ学部研究紀要 2009年
- 「単語反復は語彙力を伸ばすのか？学習年齢の違いによる、単語音声習得過程の違いと指導法のヒント」 佐藤久美子・梶川祥世、日本児童英語教育学会 第30回全国大会資料集 2009年
- 「4歳児における、歌・チャンツ・読み語りの言語習得効果」 佐藤久美子・梶川祥世・山下文香・瀧田愛、日本発達心理学会第21回大会論文集 2010年
- 「コミュニケーション・ツールの違いによる母親の発話への影響」 庭野賀津子・梶川祥世・佐藤久美子、日本発達心理学会第21回大会論文集 2010年
- 「L2小学生の英語絵本の理解過程と読解ストラテジー」 佐藤久美子・佐藤綾乃、小学校英語教育学会紀要 2010年10月
- 「英語学習年齢の違いによる単語音声の習得過程の検討」 佐藤久美子・梶川祥世、リベラルアーツ学部研究紀要 2010年3月
- 「母子相互作用における子どもの発話を促す要因：模倣と発話タイミング」 佐藤久美子・桐山伸也・梶川祥世、脳科学研究所紀要 2010年3月

## 著書
- 「こうすれば教えられる小学生の英語」（朝日出版）
- 「話したいから、英文法! （朝日出版）
- 「上手な英語の学び方」（ライオン社）など。
- 「BBC Documentary : Natural Remedies（DVDで学ぶ、BBCドキュメンタリー）」（桐原書店）といった英語教材も作成している。

## テレビ
- 「えいごであそぼ」（NHK）総合指導